# Konvention T
Unter Konvention T versteht man in der Sprachphilosophie den Leitgedanken der semantischen Wahrheitstheorie von Alfred Tarski. Sie wurde 1935 in seiner Publikation über das Wahrheitskonzept folgendermaßen formuliert:
Eine formal korrekte Definition des Symbols Tr, formuliert in einer Metasprache, wird eine adäquate Definition der Wahrheit genannt, wenn sie folgende Konsequenzen hat:
(a) Alle Sätze, die aus dem Ausdruck "Tr(x) genau dann, wenn p" erhalten werden, wenn das Symbol x durch einen strukturell-deskriptiven Namen irgendeines Satzes der betrachteten Sprache und das Symbol p durch den Ausdruck ersetzt wird, der die Übersetzung dieses Ausdrucks in die Metasprache bildet, können aus ihr abgeleitet werden.
(b) Der Satz für alle x: wenn Tr(x), dann S(x) (mit anderen Worten: Tr ᑕ S) kann aus ihr abgeleitet werden.
Vereinfacht gesagt handelt es sich dabei um eine konventionelle Bedingung für Wahrheitsdefinitionen in Sprachen. An eine auf solchen Definitionen aufbauende Wahrheitstheorie wird die Forderung gestellt, dass sie mit genügend deskriptivem Potenzial ausgestattet ist, um Aussagen der Form
Die Aussage x ist der Fall ist wahr, wenn x der Fall ist
oder um ein konkretes Beispiel zu nennen
Die Aussage Schnee ist weiß ist wahr, wenn Schnee weiß ist
zu konstruieren.
Die Konvention fordert somit die Existenz einer Metasprache, die neben logischen Verknüpfungen und Objekten vor allem auch das Prädikat „ist wahr“ enthält. Die Metasprache muss demnach reichhaltiger sein als die Sprache, in der die Aussagen vom Typ „x ist der Fall“ konstruiert werden (die so genannte Objektsprache). Die „Konvention T“ ist also ein Versuch, Wahrheitsattributionen (im Kontext der zu Grunde liegenden Sprache) mittels einer Forderung an die Struktur der Sprache zu formalisieren. Gleichzeitig sagt die Konvention aus, auf welche Weise man in formalen sprachlichen Systemen einen Wahrheitsbegriff definieren kann. Die Konvention sagt allerdings nichts darüber aus, unter welchen Bedingungen in obigem Beispiel „x der Fall ist“. Es geht in erster Linie – wenn man so will – nur um die Verknüpfung zwischen der Wahrheit der formalen Aussage und der Wahrheit der Tatsache.
Tarskis Konvention T ist ein vor allem in der Sprachphilosophie häufig zitierter Begriff, der oft auch mit dem später von Paul Benacerraf aufgestellten Benacerrafschen Dilemma in Verbindung gebracht wird.
Der amerikanische Philosoph Donald Davidson bezieht sich in seiner semantischen Theorie für natürliche Sprachen auf Tarskis Arbeit.